# Etnoarcheologia
L'etnoarcheologia è una disciplina etnografica che studia la cultura materiale (cioè tutti i prodotti materiali dell'attività umana) delle popolazioni contemporanee utilizzando una metodologia archeologica.
La maggior parte degli studi sono limitati a popoli i cui mezzi di produzione e i cui rapporti sociali sono "tradizionali", ma alcune ricerche sono state compiute anche sulla società industriale occidentale. Il fine di queste ricerche è quello di creare modelli attraverso cui interpretare i reperti archeologici antichi, secondo il principio dell'analogia etnografica (ad esempio, già nell'Ottocento si era notato che le palafitte costruite da alcune popolazioni africane erano molto simili a quelle edificate in Europa durante la protostoria: è il caso delle civiltà delle Terramare).
Si ritiene infatti che simili atti diano vita a simili oggetti e/o contesti, nonché che gli uomini abbiano operato spesso scelte analoghe per risolvere medesimi problemi. Al di là delle numerosissime discussioni metodologiche che stanno fiorendo in questi ultimi anni, l'etnoarcheologia rimane un importante mezzo per cercare di ridare vita e significato a molti reperti e contesti. Tra gli etnoarcheologi  si ricordano almeno: L. Binford, I. Hodder, R.A. Gould, A. Gallay, P. Pétrequin, N. David, W.L. Rathje.